# Франкфорт
Франкфорт (англ. Frankfort) — місто (англ. city) в США, столиця штату Кентуккі і адміністративний центр округу Франклін. Розташований на річці Кентуккі, за 40 км на захід від Лексингтону та 85 км на схід від Луїсвіллу. Населення — 28 602 особи (2020).

## Історія

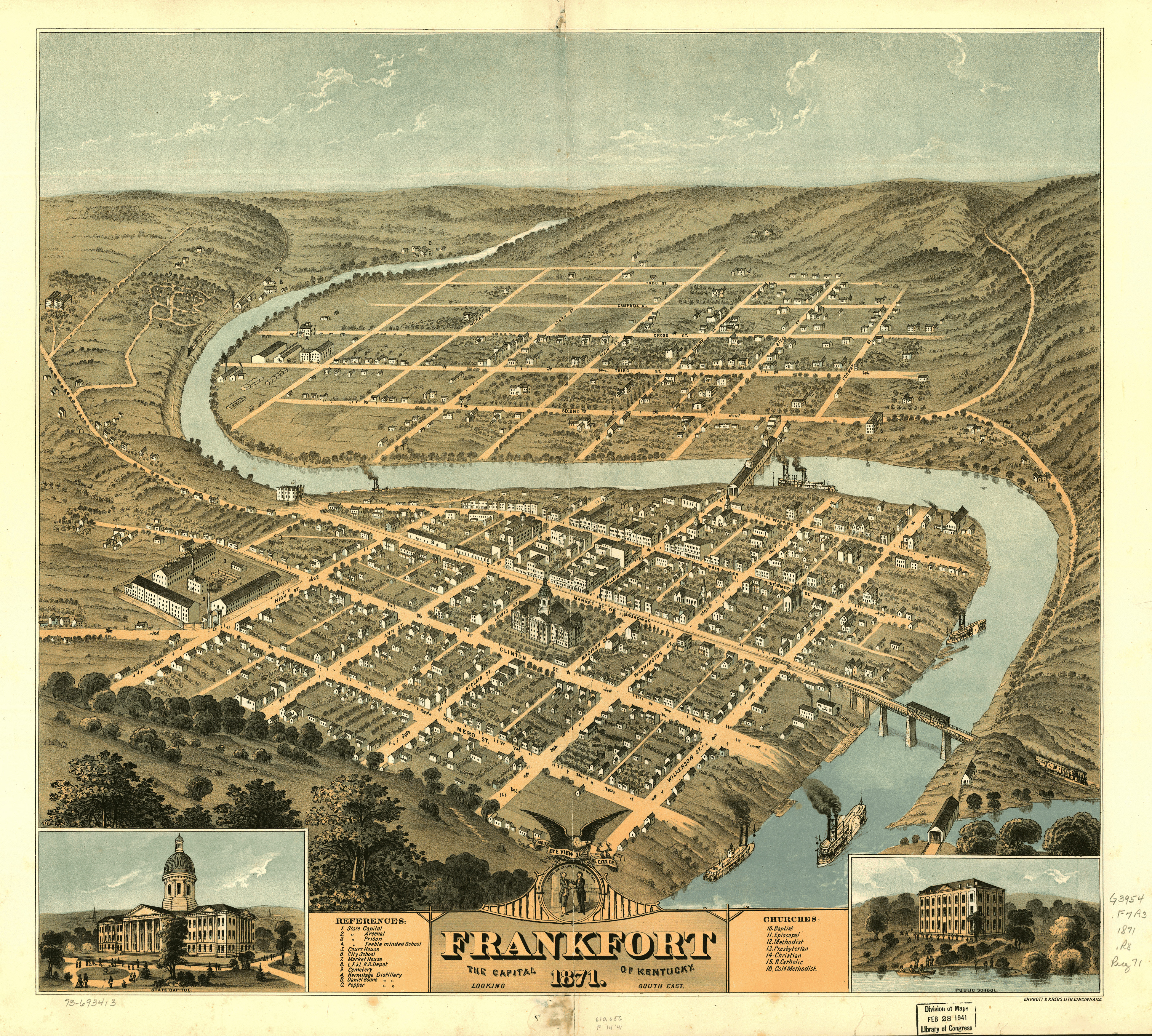
Вид на Франкфорт з пташиної високості у південно-східному напрямку. Малюнок 1871 року.

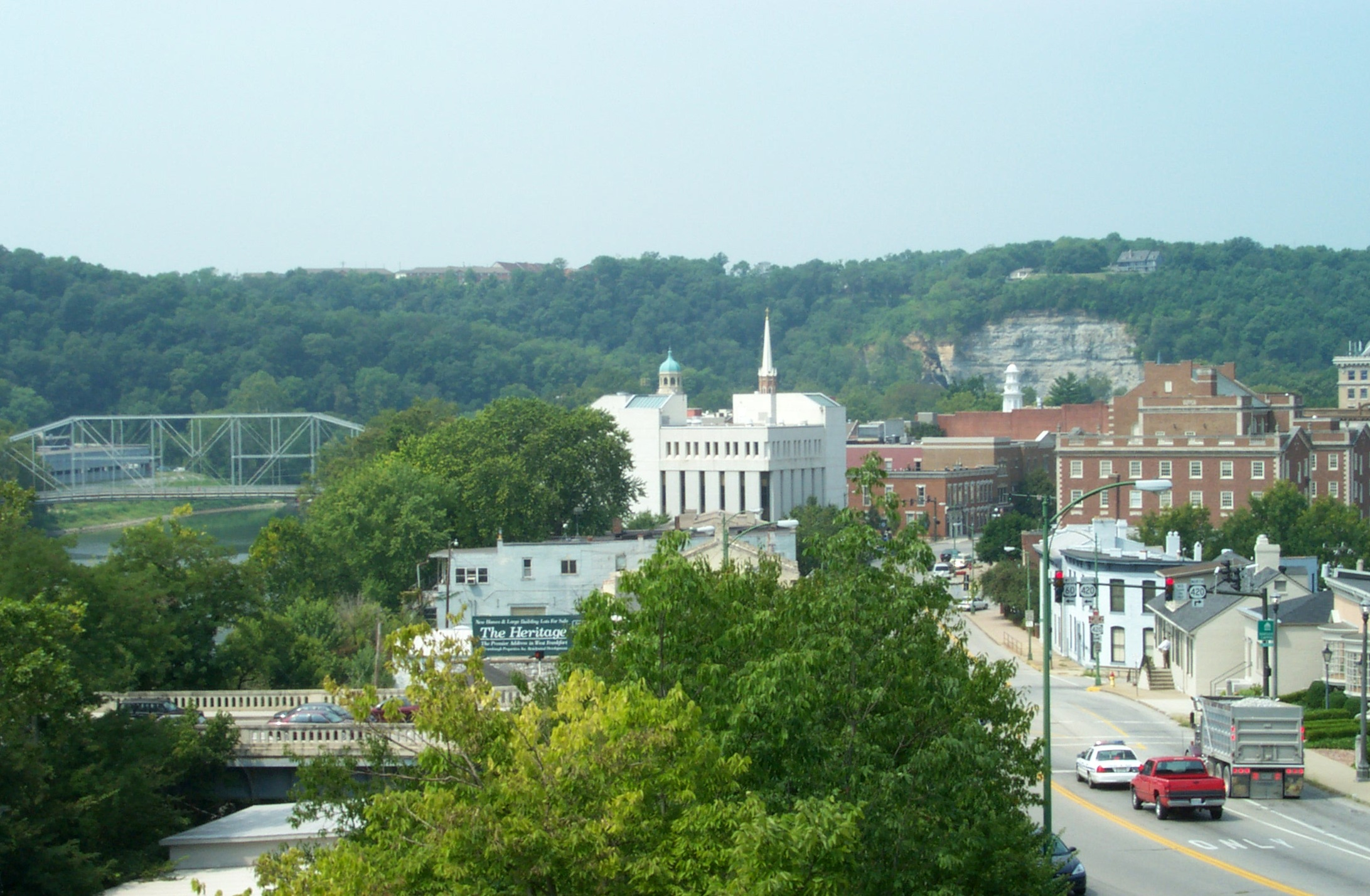
Сучасний вигляд Франкфорту

У 1786 році Джеймс Вілкінсон придбав ділянку землі площею 260 акрів (1,1 км²) на північному березі річці Кентуккі, яка в наш час[коли?] є центром міста Франкфорт. Він був одним з перших хто запропонував зробити Франкфорт столицею штату. Вілкінсона деякі називають батьком Франкфорта.
Місто Франкфорт, ймовірно, отримала свою назву від подій, які мали місце в 1780 році, коли індіанці напали на групу піонерів Брайан-Стейшн, які вироблялі соль на броді річці Кентуккі. Один з піонерів, Стівен Франк, був убитий, а брід став відомий як Frank's Ford (Франків Брід). Пізніше цю назву було скорочено до Франкфорта.
Після того Кентуккі став штатом, 20 червня 1792 року були призначені п'ять комісіонерів для вибору місця для столиці штату. Це були Джон Аллен і Джон Едвардс (обоє з округу Бурбон), Генрі Лі (округ Мейсон), Томас Кеннеді (округ Медісон) та Роберт Тодд (округ Файєтт). Ряд громад конкурували за честь називатися столицею, але Франкфорт виграв наполегливістю і, відповідно до ранньої історії, «пропозицією дерев'яного дому Ендрю Холмса як Капітолія протягом семи років, ділянок у місті, замків і петель вартістю £50, 10 коробок скла, 1500 фунтів цвяхів, і $3000 золотими».
Пошта у Франкфорті була відкрита у 1794 році; поштмейстером був Даніел Вейсігер.
Джон Браун, юрист і державний діяч штату Вірджинія, побудував у Франкфорті в 1796 році будинок, який тепер називається Ліберті Холл. Джон Браун представляв Вірджинію в Континентальному конгресі (1777—1778) та Конгресі США (1789—1791). У Конгресі він вніс на розгляд законопроєкт надання статусу штату Кентуккі. Після одержання статусу штату, він був обраний сенатором США від штату Кентуккі.
Генеральна Асамблея Кентуккі виділила кошти для будівництва будинку для губернатора в 1796 році. Будівництво було завершено в 1798. Будинок «Олд Говернерз Меншн» відомий як найстаріша офіційна резиденція представника виконавчої влади яка досі використовується в Сполучених Штатах.
У 1829 році будинок «Старого Капітолія», третій Капітолій Кентуккі, був побудований в стилі грецького Відродження Гедеоном Шайроком. Будинок служило штату як його Капітолій від 1830 до 1910 року.
Під час американської громадянської війни укріплення були побудовані на пагорбу, що зараз називається Форт Хілл. Армія Конфедерації окупувала Франкфорт на короткий час.
3 лютого 1900 року вибраний губернатором Вільям Гебель був убитий у Франкфорті коли він ішов до Капітолія на інавгурацію. Колишній державний секретар Калеб Паверз був пізніше визнаний винним у змові з метою убити Гебеля.
Місто значно зросло з 1960-х років. Сучасна прибудова до Капітолія була завершено в 1967 році. Первісний будинок було завершено в 1930-ті роки на місці колишньої в'язниці. Майдан Кепітол Плаза був створений у 1960-х роках. Плаза складається з Офісної вежі плази, готеля «Кепітол Плаза», а також торговельного центру. Офіна вежа почала роботу приблизно в 1968 р. У серпні 2008 року посадові особи показали план знесення вежі і перебудови району протягом ряду років, замінюючи вежу меншою, чотири- або п'яти-поверховою будівлею.
У Франкфорті є декілька великих винокурень що виготовляють віскі Кентуккі Бурбон, в тому числі Buffalo Trace Distillery.

## Географія
Франкфорт розташований за координатами 38°11′34″ пн. ш. 84°51′59″ зх. д. / 38.19278° пн. ш. 84.86639° зх. д. (38.192651, -84.866370).  За даними Бюро перепису населення США в 2010 році місто мало площу 37,86 км², з яких 37,08 км² — суходіл та 0,78 км² — водойми.

### Клімат
| Клімат : Франкфорт | Клімат : Франкфорт | Клімат : Франкфорт | Клімат : Франкфорт | Клімат : Франкфорт | Клімат : Франкфорт | Клімат : Франкфорт | Клімат : Франкфорт | Клімат : Франкфорт | Клімат : Франкфорт | Клімат : Франкфорт | Клімат : Франкфорт | Клімат : Франкфорт | Клімат : Франкфорт |
| Показник | Січ.               | Лют.               | Бер.               | Квіт.              | Трав.              | Черв.              | Лип.               | Серп.              | Вер.               | Жовт.              | Лист.              | Груд.              | Рік                |
| Абсолютний максимум, °C | 26,7               | 26,7               | 31,1               | 35,0               | 37,2               | 41,1               | 43,9               | 40,6               | 41,1               | 36,7               | 28,9               | 25,6               | 43,9               |
| Середній максимум, °C | 5,3                | 7,8                | 13,2               | 19,2               | 24,0               | 28,7               | 30,7               | 30,4               | 26,9               | 20,8               | 14,1               | 7,2                | 19,0               |
| Середня температура, °C | −0,2               | 1,8                | 6,4                | 11,9               | 17,1               | 21,9               | 24,2               | 23,7               | 19,7               | 13,4               | 7,6                | 1,9                | 12,4               |
| Середній мінімум, °C | −5,6               | −4,1               | −0,4               | 4,7                | 10,1               | 15,3               | 17,7               | 16,9               | 12,6               | 6,1                | 1,1                | −3,4               | 5,9                |
| Абсолютний мінімум, °C | −32,8              | −26,7              | −19,4              | −8,9               | −2,8               | 2,2                | 8,9                | 5,0                | −1,1               | −6,7               | −18,3              | −27,2              | −32,8              |
| Норма опадів, мм | 94                 | 78                 | 112                | 95                 | 102                | 103                | 105                | 88                 | 74                 | 64                 | 84                 | 89                 | 1086               |
| Днів з опадами | 11                 | 10                 | 11                 | 11                 | 11                 | 10                 | 9                  | 8                  | 7                  | 7                  | 9                  | 10                 | 114                |
| Днів зі снігом | 8,8                | 6,9                | 2,5                | 0,5                | 0,0                | 0,0                | 0,0                | 0,0                | 0,0                | 0,0                | 1,3                | 6,7                | 26,7               |
| --- | ------------------ | ------------------ | ------------------ | ------------------ | ------------------ | ------------------ | ------------------ | ------------------ | ------------------ | ------------------ | ------------------ | ------------------ | ------------------ |
| Джерело: NOAA (normals 1981–2010), Southeast Regional Climate Center (precipitation, snow and extremes 1895–2002) and pogodaiklimat.ru |                    |                    |                    |                    |                    |                    |                    |                    |                    |                    |                    |                    |                    |

## Демографія
Згідно з переписом 2010 року, у місті мешкало 25 527 осіб у 11 140 домогосподарствах у складі 6053 родин. Густота населення становила 674 особи/км².  Було 12938 помешкань (342/км²).
Расовий склад населення:
| - 77,1 % — білих - 16,5 % — чорних або афроамериканців - 1,4 % — азіатів - 0,3 % — корінних американців - 1,8 % — осіб інших рас |

До двох чи більше рас належало 2,9 %. Частка іспаномовних становила 3,8 % від усіх жителів.
За віковим діапазоном населення розподілялося таким чином: 20,8 % — особи молодші 18 років, 65,2 % — особи у віці 18—64 років, 14,0 % — особи у віці 65 років та старші. Медіана віку мешканця становила 36,7 року. На 100 осіб жіночої статі у місті припадало 92,9 чоловіків;  на 100 жінок у віці від 18 років та старших — 89,4 чоловіків також старших 18 років.
Середній дохід на одне домашнє господарство  становив 53 589 доларів США (медіана — 41 401), а середній дохід на одну сім'ю — 64 048 доларів (медіана — 53 018). Медіана доходів становила 37 458 доларів для чоловіків та 37 189 доларів для жінок. За межею бідності перебувало 19,1 % осіб, у тому числі 34,4 % дітей у віці до 18 років та 6,7 % осіб у віці 65 років та старших.
Цивільне працевлаштоване населення становило 12 882 особи. Основні галузі зайнятості: публічна адміністрація — 21,1 %, освіта, охорона здоров'я та соціальна допомога — 16,5 %, мистецтво, розваги та відпочинок — 14,7 %.